# Borgarfell (berg)
Borgarfell är ett berg i republiken Island. Det ligger i regionen Austurland, 400 km öster om huvudstaden Reykjavík. Toppen på Borgarfell är 951 meter över havet.
Trakten runt Borgarfell är nära nog obefolkad, med mindre än två invånare per kvadratkilometer. Närmaste större samhälle är Djúpivogur, omkring 16 kilometer öster om Borgarfell. Trakten runt Borgarfell består i huvudsak av gräsmarker.